# Punto caldo Juan Fernández

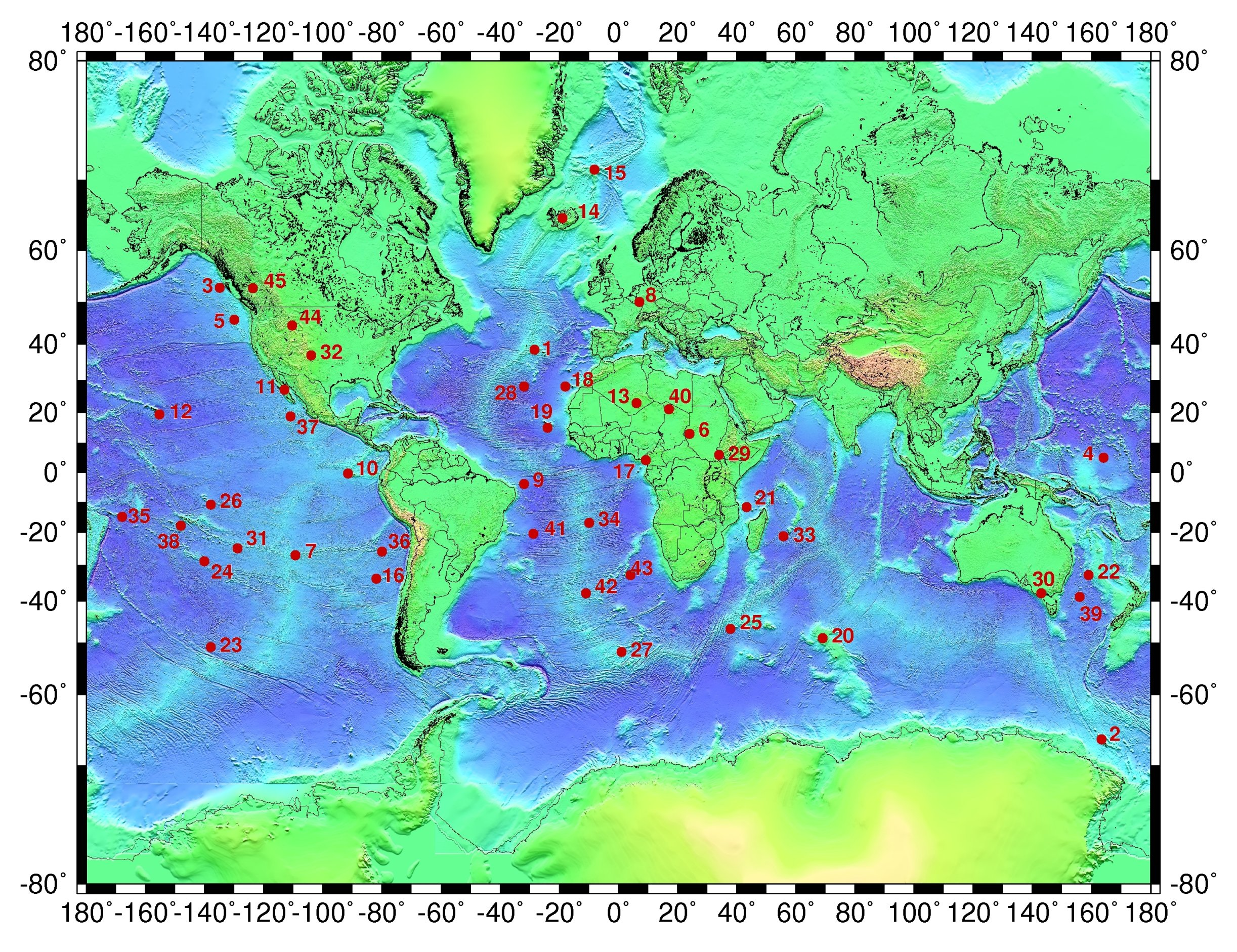
Il punto caldo Juan Fernández, al largo della costa occidentale del Cile, è contrassegnato con il numero 16 sulla mappa.

Il punto caldo Juan Fernández è un punto caldo situato nella parte sudorientale dell'Oceano Pacifico al largo della costa occidentale del Cile. 
L'attività magmatica del punto caldo ha dato luogo alla formazione della dorsale Juan Fernández, che include le Isole Juan Fernández e una lunga catena montuosa sottomarina che viene subdotta nella fossa di Atacama in corrispondenza del sito di Papudo, dando origine alla cintura vulcanica delle Ande.